# Silverwood Theme Park
Silverwood Theme Park est un parc d'attractions situé au nord de l'Idaho, aux États-Unis près de la ville d'Athol. 

## Histoire
Le propriétaire du parc, Gary Norton, ouvrit le parc en juin 1986. Il possédait alors déjà plusieurs attractions foraines, une allée principale bordée de boutiques et un authentique train à vapeur qui permettait de visiter la propriété lors d'un voyage de 30 minutes.
Au fil des années, le parc s'enrichit de nouveaux manèges dont Timber Terror en 1996 et Tremors en 1999.
Le parc développa son offre en 2003 avec l'ouverture d'un parc aquatique nommé Boulder Beach. Celui-ci est équipé de nombreux toboggans aquatiques, d'une piscine à vagues et d'un lazy river entre autres.
En 2008, le parc installa les montagnes russes Aftershock, relocalisées du parc Six Flags Great America.
Le chat de bande dessinée Garfield est la mascotte officielle du parc.

## Les attractions

### Les montagnes russes

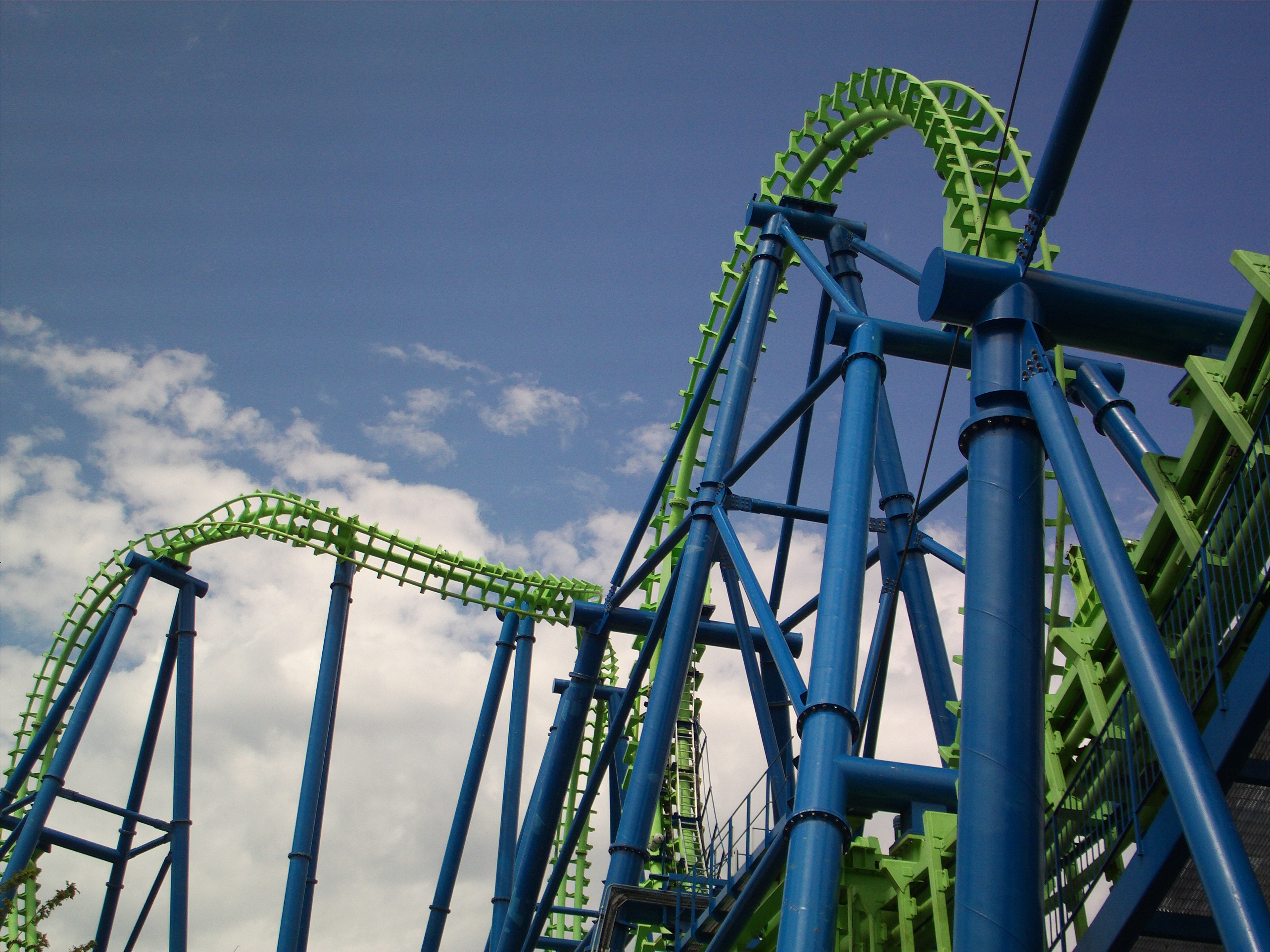
Aftershock
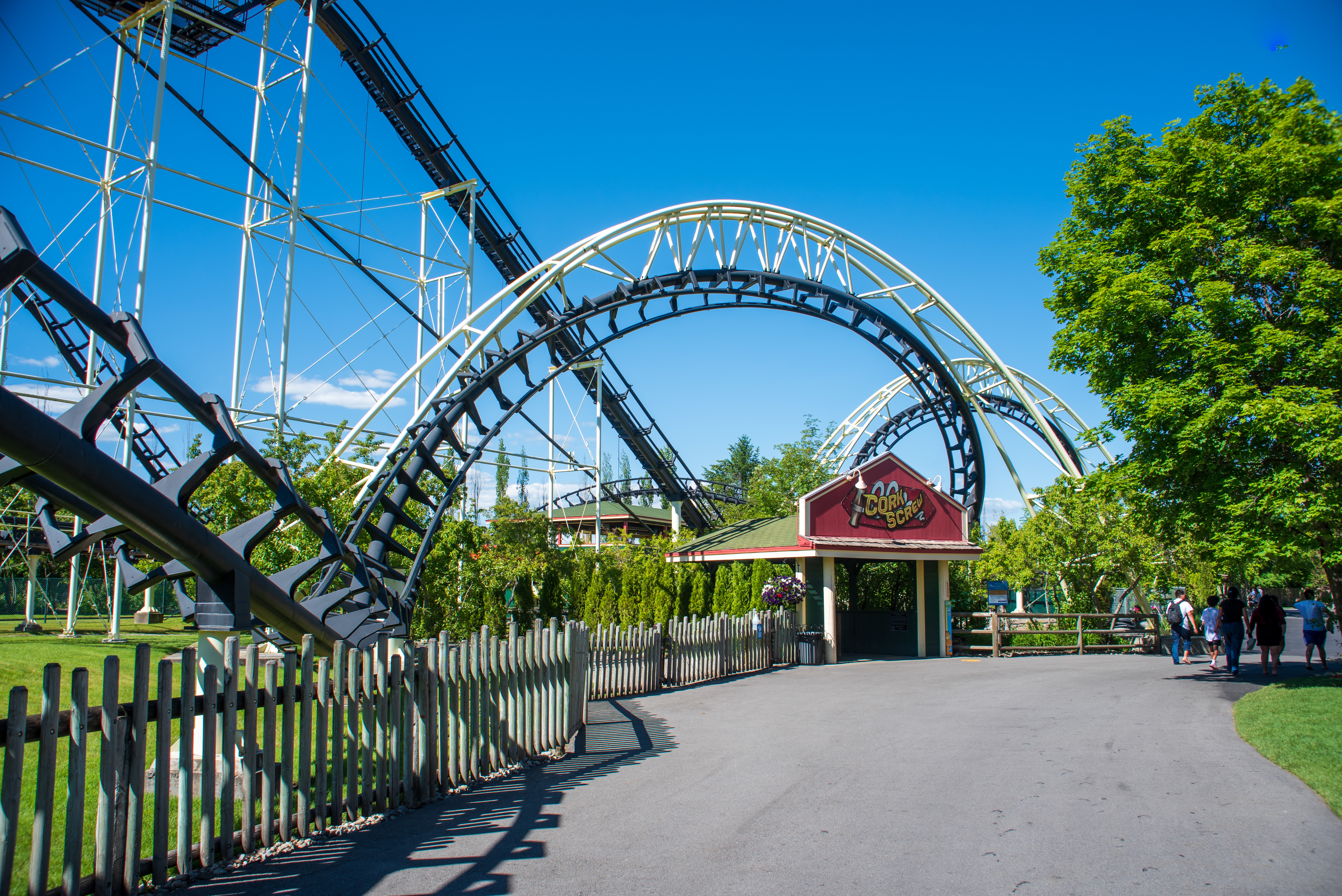
Corkscrew
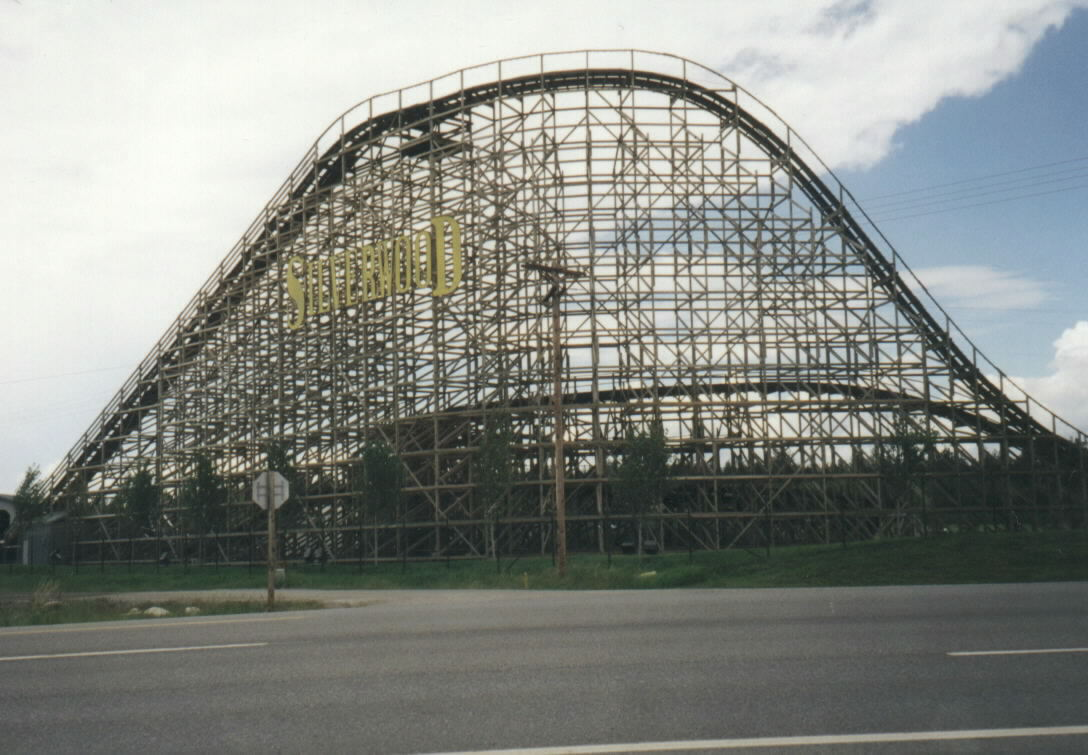
Timber Terror
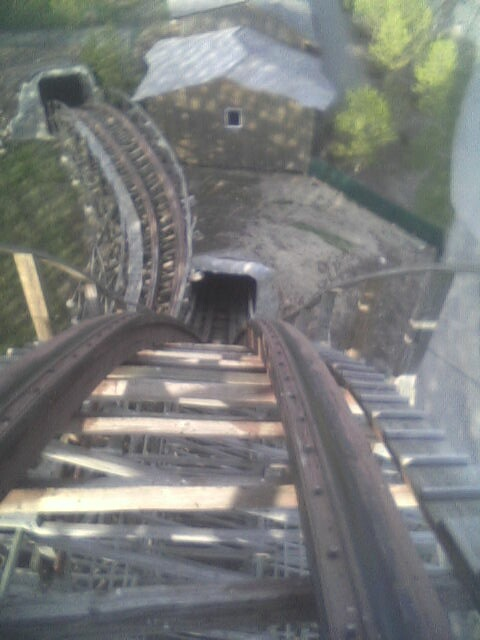
Tremors

| Nom de l'attraction | Type                             | Constructeur                  | Année d'ouverture |
| ------------------- | -------------------------------- | ----------------------------- | ----------------- |
| Aftershock          | Montagnes russes inversées       | Vekoma                        | 2008              |
| Corkscrew           | Montagnes russes en métal        | Arrow Dynamics                | 1990              |
| Krazy Koaster       | Montagnes russes tournoyantes    | SBF Visa Group                | 2014              |
| Stunt Pilot         | Montagnes russes single-rail     | Rocky Mountain Construction   | 2021              |
| Timber Terror       | Montagnes russes en bois         | Custom Coasters International | 1996              |
| Tiny Toot           | Montagnes russes en métal junior | Zamperla                      | 1998              |
| Tremors             | Montagnes russes en bois         | Custom Coasters International | 1999              |

- Aftershock
- Corkscrew
- Timber Terror
- Tremors

### Attractions aquatiques
- Bumpers Boats - Bateaux tamponneurs
- Roaring Creek Log Flume - Bûches de Arrow Dynamics (1990)
- Thunder Canyon - Rivière rapide en bouées de Hopkins Rides (1993)

### Autres attractions
- Antique Cars - Balade en tacots
- Carousel - Carrousel de Herschell
- Ferris Wheel - Grande roue de Eli Bridge Company
- Flying Elephants - Manège
- Kiddie Copters - Manège
- Krazy Kars - Auto-tamponneuses
- Panic Plunge - Tour de chute (2006)
- Scrambler - Scrambler de Eli Bridge Company
- Steam Engine Train' - Train à vapeur
- Super Round Up - Round-up de Frank Hrubetz & Company (en)
- Tilt-A-Whirl - Tilt-A-Whirl de Sellner Manufacturing